# Chronologie der Katastrophe in Japan von 2011
Die Chronologie der Katastrophe in Japan von 2011 soll einen zeitlichen Überblick über die Ereignisse nach dem Tōhoku-Erdbeben 2011 am 11. März im Nordosten Japans geben. Neben den Folgen des in Japan historisch größten bekannten Erdbebens samt vielen Nachbeben, der unmittelbaren Tsunami-Flutwellen und mehreren schwerwiegenden Reaktorunfällen wird außerdem der Ablauf der Hilfsaktionen erfasst.
Das auslösende Erdbeben der Stärke MW 9,0 ereignete sich am 11. März 2011 um 14:46:23 Uhr Ortszeit (05:46 Uhr UTC, also um 06:46 Uhr MEZ). Das Epizentrum lag vor der Küste der Präfektur Miyagi etwa 370 km nordöstlich von Tokio und 130 km östlich der Stadt Sendai.
- Die weiterführenden Hauptartikel zu Teilaspekten des Geschehens sind:
  - Tōhoku-Erdbeben 2011 (japanisch 東北地方太平洋沖地震 ‚Erdbeben an der Pazifik-Küste vor der Tōhoku-Region‘, auch unter dem Namen Sendai-Erdbeben bekannt); ein Artikel auch zum Tsunami-Geschehen
  - Nuklearkatastrophe von Fukushima (Kernkraftwerk Fukushima 1, japanisch 福島第一原子力発電所 Fukushima daiichi genshiryoku hatsudensho, kurz: Fukushima-Daiichi; im Landkreis Futaba; Artikel zu den Zerstörungen und Reparaturversuchen an den Reaktoren.)

## Chronologie
Die Zeitangaben in der Liste erfolgen in der Regel in der Ortszeit von Japan, falls nichts anderes angegeben. Das entspricht bis 28. März 7 Stunden Zeitdifferenz (danach 8 Stdn.). Die zeitlichen Schritte sind i. d. Regel Tage (00:00 bis 23:59, erfasst sind die Anfangszeiten der Ereignisse bzw. der Publikation).

### Ablauf am 11. März (Tag 1, Freitag)

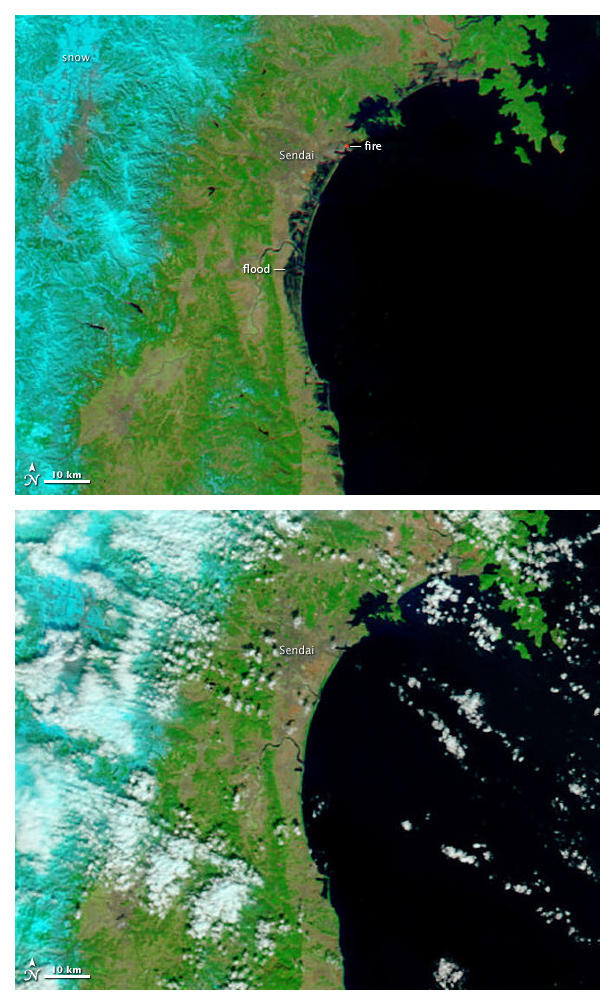
Markiert im oberen Bild: überflutete Gebiete

- 14:46 Uhr Ortszeit (06:46 Uhr MEZ): Japan wird im Nordosten vom schwersten Erdbeben (von der Stärke 9,0 Mw) seiner jüngeren Geschichte erschüttert. Nach wenigen Minuten trifft eine erste Flutwelle auf die dortige Küste.[2] (Diesem Erdbeben gingen ab dem 9. März eine Reihe schwächerer Beben voraus.)
- 14:46 bis 14:47: Die Kernkraftwerke in dem vom Beben betroffenen Gebiet werden automatisch schnellabgeschaltet.
- 15:06 Uhr: Es folgen kurz danach zwei Beben der Stärke 6,4 Mw
- 15:15 Uhr: Das schwerste Nachbeben mit einer Magnitude (M) von 7,9 Mw erfolgt eine halbe Stunde nach dem ersten massiven Beben. In den nächsten Tagen folgen noch zahlreiche weitere Nachbeben.

#### 15:30 – 19:00
- ca. 15:40/16:00 Uhr (08:00 Uhr MEZ, ohne genaue Zeitangabe, gesamter Küstenbereich): Eine weitere, bis zu 23 Meter hohe Flutwelle (Tsunami) trifft auf die Nordostküsten Japans. Die Höhe hängt mit der lokalen Küstenstruktur und dem Vorhandensein von Flussmündungen zusammen. Die Auswertung von Luftbildern zeigt den Umfang der betroffenen Flächen: Auf ca. 110 km Uferlinie steigt das Wasser innerhalb von Minuten bis 5 km ins Land, bzw. bei Flussmündungen bis 10 km in deren Tälern.[3]
- 15:42 Uhr: Die Stromversorgung der Reaktoreinheiten 1 – 3 vom Kernkraftwerk Fukushima Daiichi (KKW Fukushima 1) ist unterbrochen.[2]
- 15:45 Uhr: Die Öltanks für die Notstromversorgung von KKW Fukushima 1 werden vom Tsunami weggespült.[2]
- 16:10 Uhr: Information des Technical Advisory Body for Nuclear Emergencies durch die Nuclear Safety Commission (NSC).[2] Einrichtung einer nationalen und einer Einsatzleitstelle auf Ebene der Präfektur Fukushima.
- 16:36 Uhr: Wasserkühlungen (ECCS) fallen in Reaktor 1 und 2 des KKW Fukushima 1 aus.[2]
- 17:00 Uhr: Der japanische Ministerpräsident Naoto Kan erklärt, die Lage in den Kernkraftwerken sei normal. Die Anlagen seien automatisch heruntergefahren worden.
- 18:30 Uhr: Japanische Medien melden einen Brand im Reaktor des KKW Fukushima 1 und einen im KKW Onagawa.
- 18:42 Uhr: Tokios Stromversorgung ist unterbrochen.

#### 20:00 – 24:00
- 20:30 Uhr: Die Regierung ruft den atomaren Notstand aus und bezeichnet dies als Vorsichtsmaßnahme.
- 20:50 Uhr: Die Notfalleinsatzzentrale der Präfektur Fukushima verfügt die Evakuierung der Bevölkerung in einem Radius von zwei Kilometern um das Kernkraftwerk (KKW) Fukushima I.[4]
- 21:23 Uhr: Der japanische Premierminister erweitert den Evakuierungsradius um das Kraftwerk auf drei Kilometer.[4]
- 21:45 Uhr: Rund 2000 Bewohner in der Umgebung des KKW Fukushima 1 werden zum Verlassen ihrer Häuser aufgefordert.
- 22:00 Uhr: Das Feuer im KKW Onagawa ist nach einer Mitteilung der Internationalen Atomenergie-Organisation (IAEO) gelöscht. Die Evakuierungszone um das KKW Fukushima 1 wird von zwei auf drei Kilometer ausgedehnt.
- 24:00 Uhr: Der stellvertretende Minister für Reaktorsicherheit Motohisa Ikeda (METI) trifft bei der lokalen Einsatzzentrale Fukushima ein.
- Die Fujinuma-Talsperre mit 17,5 m Höhe bricht und überflutet Teile des nahe liegenden Ortes, dabei gibt es einige Todesopfer.

|          | M≥5,0 | M≥6,0 | M≥7,0 |
| -------- | ----- | ----- | ----- |
| 11. März | 120   | 30    | 3     |

### Die weitere 1. Woche (12.–17. März 2011)

#### 12. März (Tag 2, Samstag)
- 00:46 Uhr: Im Reaktor 1 des Kernkraftwerks Fukushima 1 (KKW) kommt es zu einem abrupten Druckanstieg.[6]
- 06:40 Uhr: Aus dem Reaktor 1 des KKW Fukushima 1 wird kontrolliert Druck abgelassen. In der Umgebung wird erhöhte Radioaktivität gemessen.
- 05:44 Uhr: Die Evakuierungszone wird auf zehn Kilometer ausgeweitet.[4] Betroffen sind 45.000 Menschen. Die IAEO teilt mit, dass das Kühlsystem des Reaktors 2 von KKW Fukushima 1 beschädigt ist.
- 09:00 Uhr: Neben den Berichten über zwei Reaktoren im KKW Fukushima 1 gibt es demnach auch Probleme mit der Kühlung von drei Reaktoren im KKW Fukushima Daini (Fukushima 2).
- 09:40 Ein Sperrgebiet für den Flugverkehr wird im Umkreis von zehn Kilometern um das KKW Fukushima 2 eingerichtet.[7]
- 10:07 Uhr: Um das KKW Fukushima 1 wird auch für den Flugverkehr ein Sperrgebiet von 20 km Umkreis eingerichtet.[7]
- 10:17 Uhr: Druckentlastung von Reaktor 1 (Venting);[8] alternative Quelle spricht von 14:30 Uhr,[9] ebenso der Betreiber TEPCO.[10] radioaktive Stoffe werden freigesetzt.
- 14:00 Uhr: Die Atomsicherheitsbehörde teilt mit, dass im KKW Fukushima 1 möglicherweise eine Kernschmelze begonnen habe.
- 15:36 Uhr: Im Kernkraftwerk Fukushima 1 kommt es zu einer Wasserstoffexplosion. Das Dach und die Wände im oberen Bereich des Reaktorgebäudes 1 werden zerstört, Rauch steigt auf. Vier Arbeiter werden dabei verletzt.[11] Einer Stellungnahme der Regierung zufolge wurde der Sicherheitsbehälter des Reaktors nicht beschädigt, die Strahlungswerte am Werkstor sollen 70-fach über den Normalwerten gelegen haben.[12]
- 18:25 Uhr: Der Radius der Evakuierungszone rund um das KKW Fukushima 1 wird auf 20 Kilometer ausgeweitet.[4]
- 20:20 Uhr: Reaktor 1: Beginn der Meerwassereinspeisung in den Druckbehälter durch die Feuerlöschleitung (2 m³/h)[8][9]
- 20:41 Uhr: Druckentlastung von Reaktor 3[8][9]
- 22:30 Uhr: Der Betreiber des KKW Fukushima 1 teilt mit, dass er den Reaktor 1 mit Meerwasser fluten will.
- 22:49 Uhr: NHK-TV berichtet, dass ein Team des Nationalen Instituts für Radiologische Wissenschaften als Vorsorgemaßnahme nach Fukushima gesandt wird.
- 23:00 Uhr: Japanische Medien melden, dass in der Hafenstadt Minamisanriku 9500 Menschen vermisst werden.
- Bei einer ersten Überprüfung von 252 Dämmen und Staudämmen im Landesinneren wurden an sieben Bauwerken Schäden festgestellt.[13]
- Österreich gibt eine Teilreisewarnung für Japan heraus.[14]

|          | M≥5,0 | M≥6,0 | M≥7,0 |
| -------- | ----- | ----- | ----- |
| 12. März | 73    | 9     | 0     |

#### 13. März (Tag 3, Sonntag)

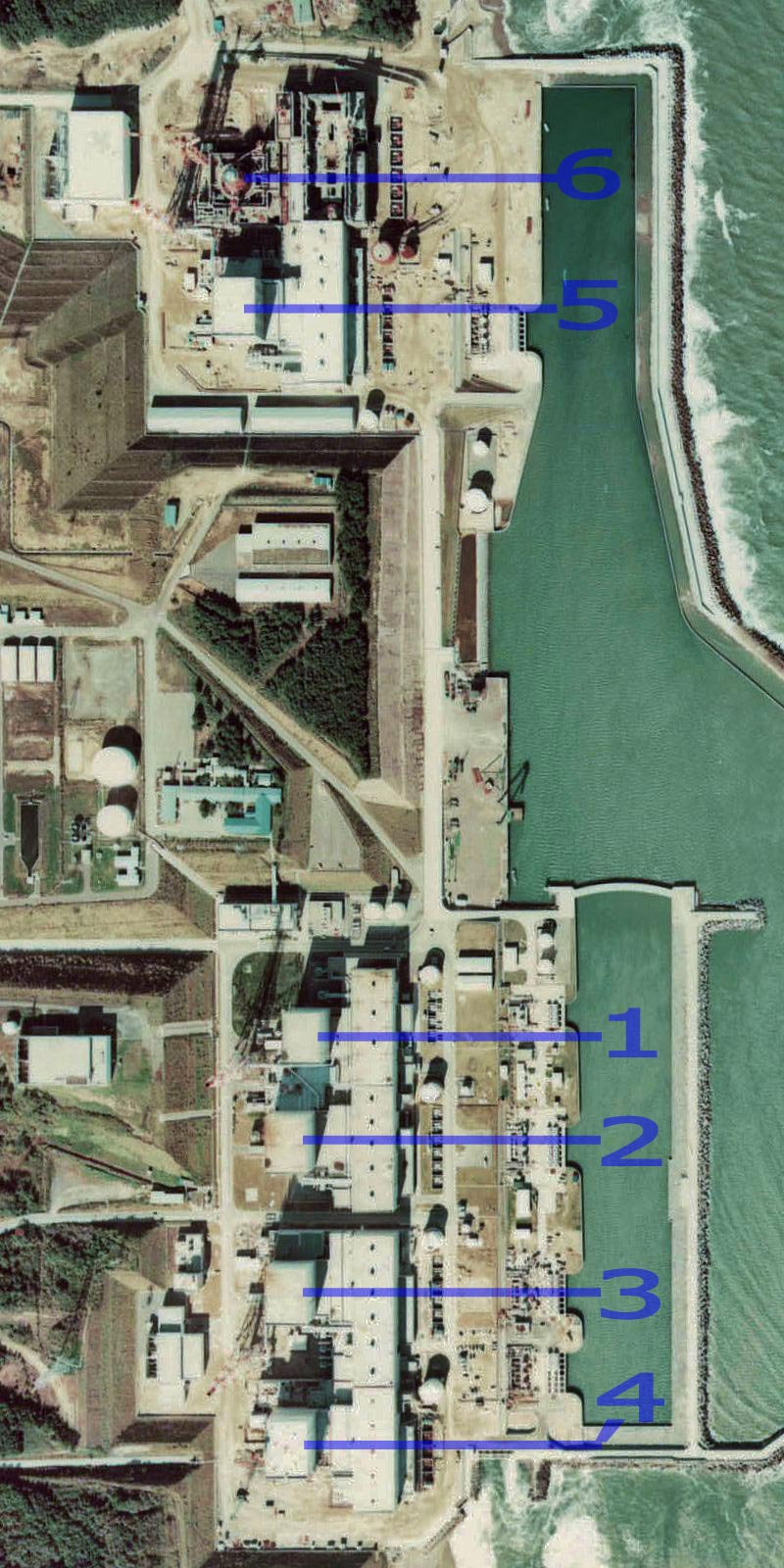
Kernkraftwerk Fukushima Daiichi an der Küstenlinie, die Nummern bezeichnen die Reaktorblöcke. Luftbild von 1975, der Reaktor 6 am oberen Bildrand ist noch nicht fertiggestellt.

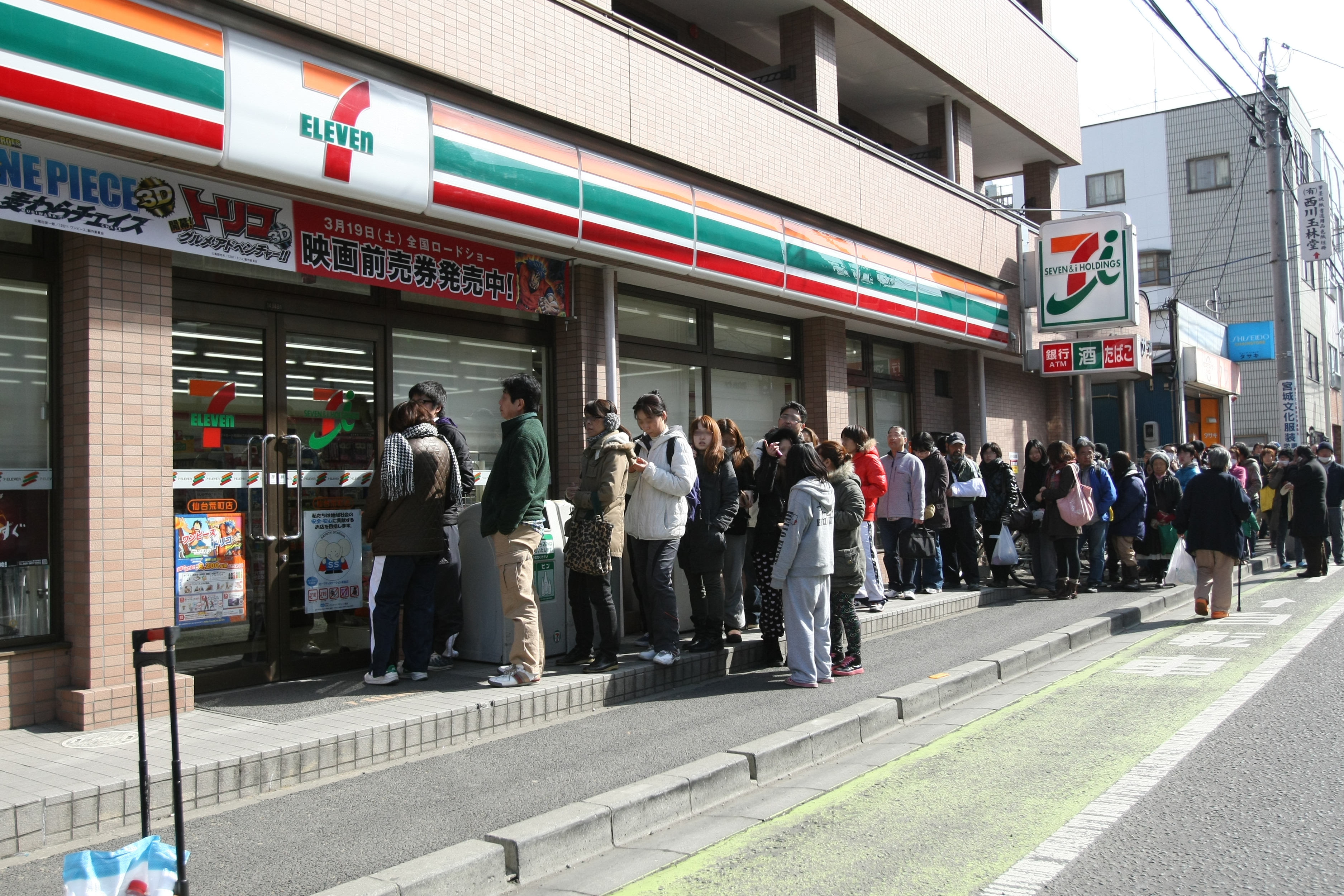
Nach dem Erdbeben decken sich Bewohner von Sendai mit Lebensmitteln ein (13. März)

- 06:00 Uhr: Die Evakuierung betrifft 140.000 Menschen.
- 06:10 Uhr: Fukushima 1 – Reaktor 3: Verlust der Kühlfunktion (Meldepflicht laut Artikel 15);[9][8] vgl. auch[15]
- 08:00 Uhr: In einem dritten Reaktorblock in Fukushima 1 fällt die Kühlung aus. Nun sind insgesamt sechs Kraftwerksblöcke von Fukushima 1 und 2 von den Unfällen betroffen.
- 08:41 Uhr: Druckentlastung von Reaktor 3[9] (Abweichende Uhrzeit[8]; ohne genaue Uhrzeit[15])
- 11:00 Uhr: Druckentlastung von Reaktor 2[8]
- 11:55 Uhr: Reaktor 3: Beginn der Frischwassereinspeisung in den Reaktordruckbehälter[9]
- 13:12 Uhr: Reaktor 3: Beginn der Meerwassereinspeisung in den Reaktordruckbehälter[8][9]
- 16:00 Uhr: Die japanische Regierung spricht von der Möglichkeit einer bevorstehenden weiteren Explosion in Fukushima 1. Im Reaktorblock 3 gebe es möglicherweise ebenfalls eine partielle Kernschmelze.
- 21:00 Uhr: Ministerpräsident Kan spricht von einer alarmierenden Lage im Kernkraftwerk Fukushima. Angesichts der nuklearen Notfälle, des Erdbebens und des Tsunamis befinde sich Japan in der schlimmsten Krise seit dem Zweiten Weltkrieg.
- 22:45 Uhr: Die japanische Regierung setzt 100.000 Soldaten für die Rettungsaktionen im Nordosten des Landes ein.
- 23:15 Uhr: Im Südwesten Japans bricht der Vulkan Shinmoe-dake aus. Die Behörden beschränken den Zugang zum Vulkangebiet.
- ohne Zeitangabe: Opferzahl übersteigt die Zahl 2000[16]

Zusammenfassung der genannten Opferzahlen bis zu diesem Tag:
- Tote: 1647 (Schätzung: 10.000)
- evakuierte Personen: 400.000
- stationär behandelte Verletzte: 1990
- Angaben zu Vermissten: 1720
|          | M≥5,0 | M≥6,0 | M≥7,0 |
| -------- | ----- | ----- | ----- |
| 13. März | 33    | 5     | 0     |

#### 14. März (Tag 4)
- 01:15 Uhr: Im KKW Tōkai, südlich von Fukushima, gibt es einen Notfall. Das Kühlsystem versagt, zwei Dieselgeneratoren für die Notversorgung sind ausgefallen. Der dritte Generator hält die Kühlung der Brennstäbe weiter aufrecht.
- 10:00 Uhr: Ein schweres Nachbeben der Stärke 6,2 erschüttert Tokio. Eine zunächst herausgegebene Tsunami-Warnung wird später wieder aufgehoben.
- 11:45 Uhr: Im Kernkraftwerk Fukushima 1 ereignet sich im Reaktor 3 eine Wasserstoff-Explosion. Nach Angaben der japanische Atomaufsichtsbehörde werden elf Menschen verletzt; Augenzeugen sprechen später von sechs Toten.[18] Nach Angaben des Betreibers Tepco bleibt der Reaktordruckbehälter (= die Stahlhülle des Reaktors) intakt.
- 16:00 Uhr: Die Kühlung im Reaktor 2 des KKW Fukushima 1 fällt aus. Der Kühlwasserstand soll einer Nachrichtenagentur zufolge absinken.
- 20:12 Uhr: Die Brennstäbe in diesem Reaktor liegen nach Angaben der japanischen Nachrichtenagentur Kyodo trocken.
- 21:55 Uhr: Im Kernkraftwerk Fukushima 1 droht nach der Erklärung von Regierungssprecher Yukio Edano eine Kernschmelze in drei Reaktoren. Im Areal um das KKW wird eine erhöhte Radioaktivität festgestellt.

|          | M≥5,0 | M≥6,0 | M≥7,0 |
| -------- | ----- | ----- | ----- |
| 14. März | 27    | 2     | 0     |

#### 15. März (Tag 5)
- 00:15 Uhr: Im Reaktor 2 vom KKW Fukushima 1 sind die Brennstäbe nicht mehr mit Wasser abgedeckt.

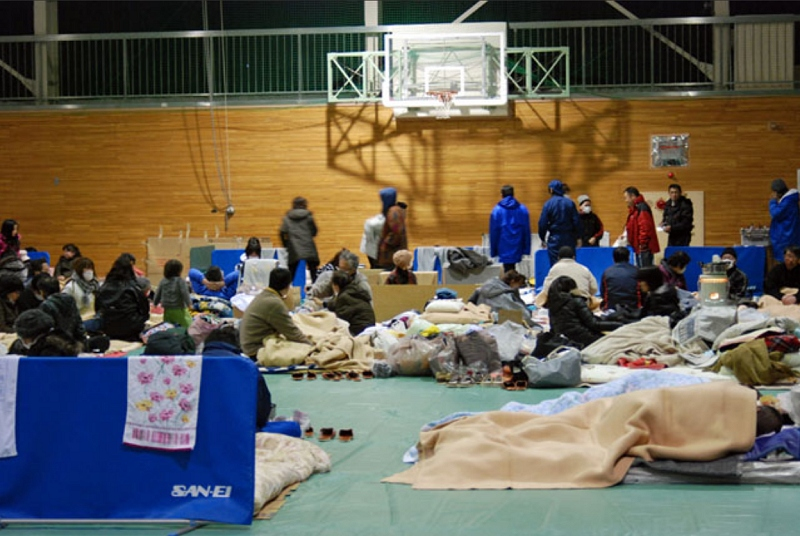
Eine Sporthalle in Kōriyama dient als Notunterkunft für Evakuierte aus der Umgebung des KKW Fukushima 1 (16. März)

- 06:15 Uhr: Im Reaktorblock 2 kommt es zu einer Explosion – die dritte in diesem Kernkraftwerk. Dieses Mal wird von einem Druckabfall in der Kondensationskammer unterhalb des Reaktors berichtet, was laut TEPCO auf deren Beschädigung hindeute.
- Zustand der Hafenbetriebe: Mehrere Hafenanlagen wurden durch den Tsunami so beschädigt, dass sie vermutlich mehrere Monate lang nicht benutzt werden können: Hachinohe, Sendai (vgl. Meldung vom 16. Apr.), Ishinomaki und Onahama. Der Hafen von Chiba (Ölhafen und Flüssiggas) und der Hafen von Kashima (neuntgrößter Containerumschlag) scheinen in einem etwas geringeren Maß beschädigt zu sein. Weitere beschädigte Hafenanlagen sind die in Hitachinaka, Hitachi, Sōma, Shiogama, Kesennuma, Ōfunato, Kamashi und Miyako. Vier 80.000-Tonner Frachtschiffe der Panamax-Klasse sind durch Beben und Tsunami stark beschädigt worden. Betroffen sind damit etwa 7 % des landesweiten Schiffsumschlags, insbesondere an Containern.[19]
- Premierminister Naoto Kan lässt in der Tepco-Firmenzentrale einen gemeinsamen Krisenstab von Regierung und Kraftwerksbetreiber einrichten, weil er mit Tepcos Krisenmanagement unzufrieden ist.[20]
- 08:54 Uhr: Im Block 4 bricht ein Feuer aus.
- 09:00 Uhr: An der Geländegrenze vom KKW Fukushima 1 wird kurzzeitig die höchste Strahlungsdosisleistung während der Unfallserie von knapp 12 Millisievert pro Stunde erreicht.
- 10:00 Uhr: Tepco misst an Reaktorblock 3 kurzzeitig die bislang höchste Dosisleistung von 400 Millisievert pro Stunde.[21] Diese Strahlungsintensität kann innerhalb von einer Stunde akute Strahlenkrankheit auslösen.
- 11:00 Uhr: Es wird festgestellt, dass der Brand im Block 4 von alleine ausgegangen ist.
- 11:00 Uhr: Bewohner in 20 bis 30 Kilometer Entfernung vom KKW Fukushima 1 werden aufgefordert, ihre Häuser nicht zu verlassen.[4]
- 12:16 Uhr: Nach Regierungsangaben wurde bei der dritten Explosion erstmals ein Sicherheitsbehälter, der Reaktor 2, beschädigt.
- 16:15 Uhr: Der Betreiber TEPCO reduziert die Bedienungsmannschaften von bislang 800 auf 50 Männer.
- 23:00 Uhr: Die IAEO nennt die Situation im KKW Fukushima 1 „beunruhigend“.
- Das Sperrgebiet für Flugzeuge um das KKW Fukushima-1 wird auf 30 Kilometer ausgedehnt.[22]
- Die deutsche Lufthansa leitet ihre Japan-Flüge von Tokio nach Nagoya und Osaka um.[23]
- Das deutsche Auswärtige Amt veröffentlicht eine Teilreisewarnung für Japan.[24]

- Angaben zu Toten und Vermissten
|          | M≥5,0 | M≥6,0 | M≥7,0 |
| -------- | ----- | ----- | ----- |
| 15. März | 14    | 2     | 0     |

#### 16. März (Tag 6)

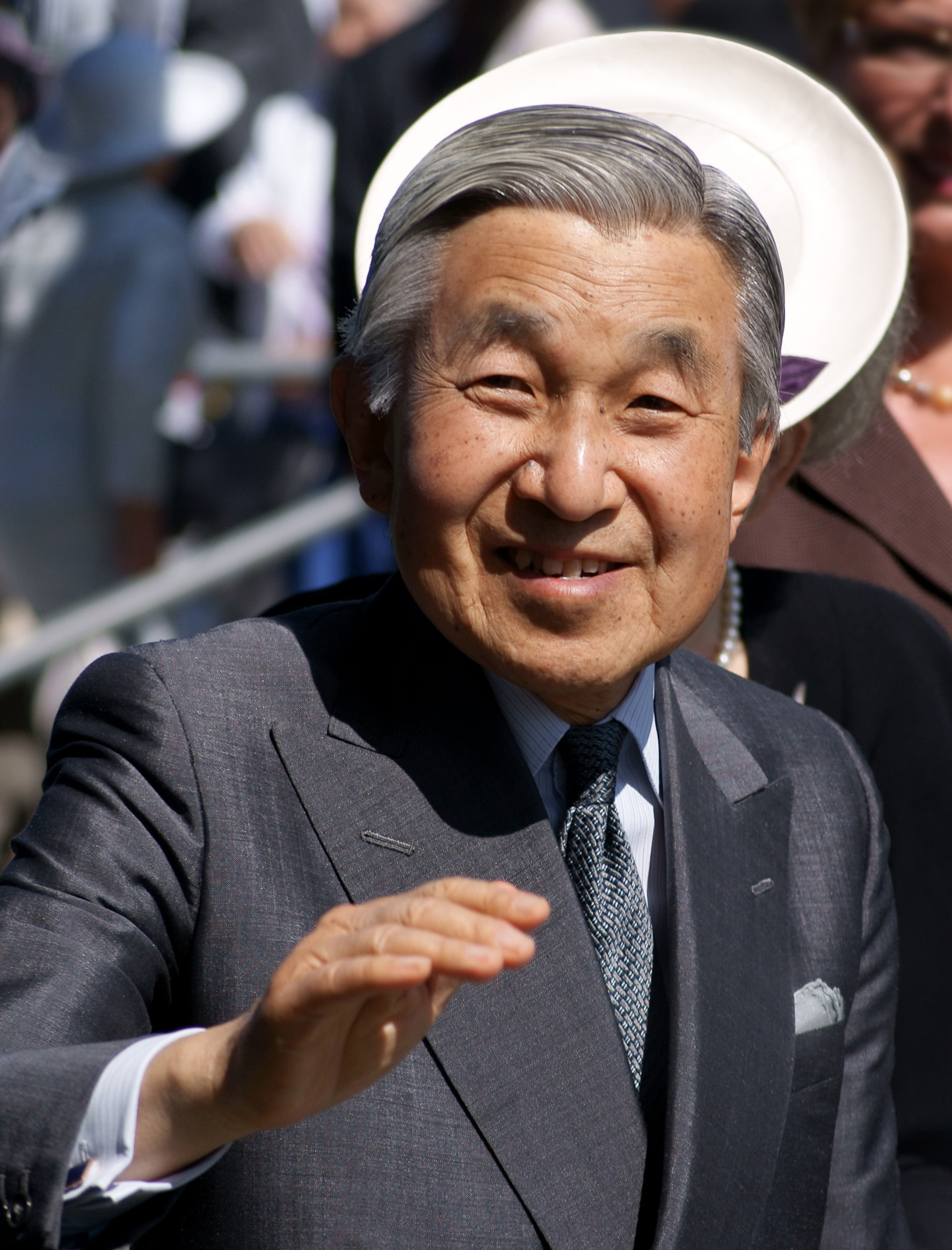
Akihito (Foto v. 10. Juli 2009)

- 00:26 Uhr: In Block 4 der Anlage Fukushima 1 ist nach einem Bericht des TV-Senders NHK geplant, mit Hilfe von Hubschraubern Wasser von oben auf das Reaktorgebäude zu schütten, um die Brennstäbe im Innern zu kühlen. Das Dach von Block 4 ist zu diesem Zeitpunkt nicht mehr vorhanden.
- 05:45 Uhr: Die Behörden melden, dass ein Feuer im Block 4 entdeckt worden sei.
- 11:31 Uhr: Die Strahlung auf dem Gelände des KKW Fukushima 1 erreicht neue Höchstwerte. Die Techniker müssen das Kernkraftwerk verlassen, kehren aber Stunden später wieder zurück.
- 12:59 Uhr: Ein starkes Nachbeben erschüttert die Region östlich von Tokio bei Chiba.
- 17:00 Uhr: Der Tennō Akihito spricht zur Ermutigung der Bevölkerung im Fernsehen; dies ist die erste Fernsehansprache eines Tennos in der japanischen Geschichte. Kurz danach ruft die Regierung zum Energiesparen auf.
- Eine von der japanischen Regierung in Auftrag gegebene Studie kommt zu dem Ergebnis, dass auch in Entfernungen von mehr als 30 Kilometer vom Kraftwerk gefährliche Strahlungsdosisleistungen von über 100 Millisievert pro Tag auftreten werden. Die Regierung hält die Studie eine Woche lang unter Verschluss.[26]
- Tepco schätzt, dass ein Drittel der Brennstäbe in Reaktor 2 beschädigt sind.[27]
- China friert die Genehmigungen für alle neuen Kernkraftwerke ein.[28]

|          | M≥5,0 | M≥6,0 | M≥7,0 |
| -------- | ----- | ----- | ----- |
| 16. März | 11    | 2     | 0     |

#### 17. März (Tag 7)
- 01:20 Uhr: IAEA-Chef Yukiya Amano nennt die Lage „sehr ernst“ und kündigt seinen Besuch in Japan an.
- 03:11 Uhr: Im Abklingbecken des Reaktors 4 steigt die Radioaktivität wegen fehlenden Kühlwassers an.
- 11:02 Uhr: In Fukushima 1 wird mit Armee-Hubschraubern ein Kühlversuch über dem Reaktor 3 begonnen und schnell wieder abgebrochen. Elf Wasserwerfer der Streitkräfte sollen das Reaktorgebäude 4 mit dem Abklingbecken kühlen.
- 20:06 Uhr: Die Zahl der Toten wird mit 5321 bekanntgegeben.
- Frankreich forderte seine Bürger in Tokio auf, Japan zu verlassen oder sich in den Süden des Landes zu begeben.[29]
- In Seattle (USA) werden – im Lüftungssystem der University of Washington – erstmals radioaktive Partikel aus Fukushima nachgewiesen.[30]

|          | M≥5,0 | M≥6,0 | M≥7,0 |
| -------- | ----- | ----- | ----- |
| 17. März | 12    | 0     | 0     |

### 2. Woche (18.–24. März 2011)

#### 18. März (Tag 8)

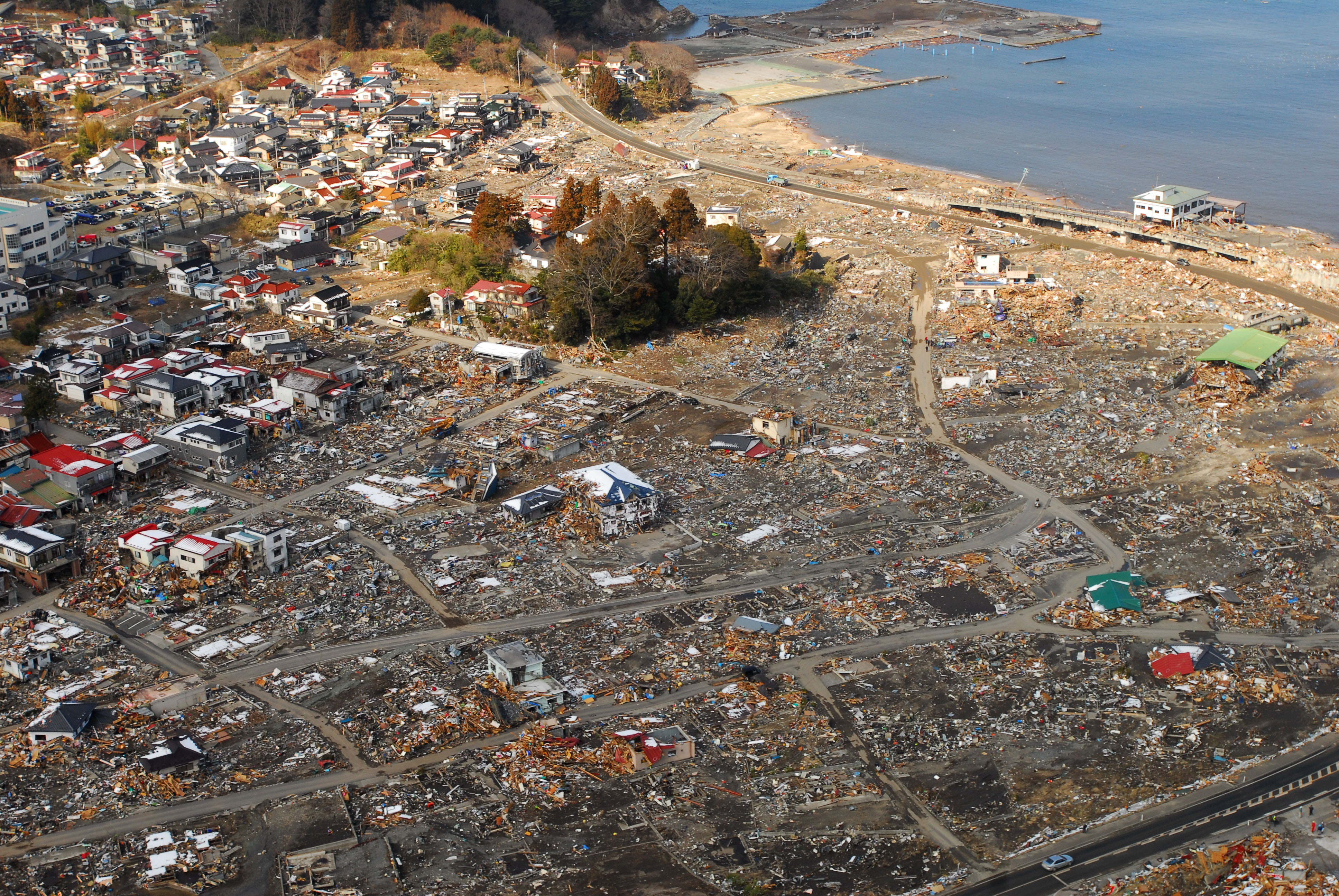
Tsunamischäden in Sukuiso, Präfektur Iwate

- 02:00 Uhr: Japan führt Strahlentests für Nahrungsmittel ein.
- 03:30 Uhr: Es gelingt, ein Stromkabel zum Reaktorblock 2 vom KKW Fukushima 1 zu verlegen; in den nachfolgenden Tagen soll es angeschlossen werden.
- 14:00 Uhr: Der zweite Kühlversuch am Reaktor 3 mit Wasserwerfern der Tokioter Feuerwehr und der Armee wird aufgenommen.
- 18:32 Uhr: Japan stuft die Gefährlichkeit der Atomunfälle in Fukushima 1 auf Stufe 5 hoch.
- 18:54 Uhr: Der einzige noch funktionierende Diesel-Notstromgenerator von Fukushima 1 (in Block 6) soll die Abklingbecken der Blöcke 5 und 6 mit Kühlwasser versorgen.
- 20:00 Uhr: Ministerpräsident Kan spricht zur Bevölkerung: Die Lage sei weiter „sehr ernst“, werde aber „in nicht weiter Ferne“ unter Kontrolle gebracht.

- 6406 Tote: (Schätzung > 43.000)
- evakuierte Personen: 370.000
- stationär behandelte Verletzte:
- Angaben zu Vermissten: 10.259
|          | M≥5,0 | M≥6,0 | M≥7,0 |
| -------- | ----- | ----- | ----- |
| 18. März | 6     | 0     | 0     |

#### 19. März (Tag 9)
- 00:45 Uhr: Die Feuerwehr versucht weiter, den Reaktor 3 von Fukushima 1 zu kühlen.
- 13:27 Uhr: Das Büro des japanischen Premierministers versendet auf Twitter eine Art Anti-Panik-PDF-Datei, in der gezeigt wird, welchen Strahlungsdosen Menschen bei Röntgenaufnahmen oder Langstreckenflügen ausgesetzt sind – so sollen die Nachrichten über Fukushima 1 in Relation gesetzt werden können.
- Bei der Versorgung der vielen Flüchtlinge und Verletzten helfen US-Streitkräfte und versuchen, den Flugplatz Sendai als Basis instand zu setzen.
- Trilaterales Außenministertreffen von Japan, China und Südkorea in Kyōto, um einen KKW-Pakt zu vereinbaren
- 16:30 Uhr: Lokale Behörden haben im Leitungswasser nahe dem KKW Fukushima 1 erhöhte Werte von Radioaktivität nachgewiesen. Man solle das Wasser nicht mehr trinken.
- 19:20 Uhr: Japans Atombehörde warnt für Sonntag und Montag vor radioaktivem Regen.

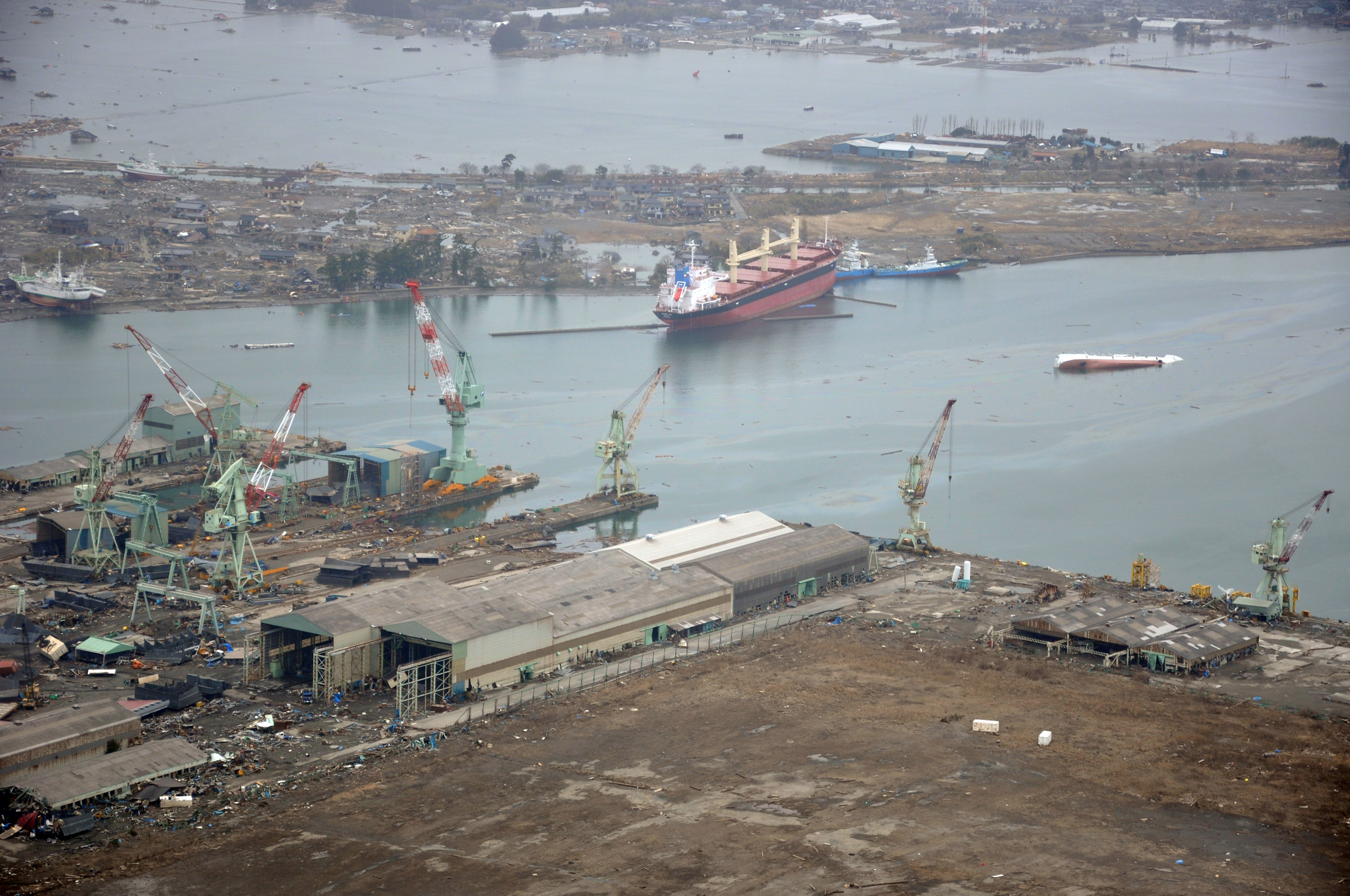
Schäden am Matsushima-Flugplatz der SVK Japans

|          | M≥5,0 | M≥6,0 | M≥7,0 |
| -------- | ----- | ----- | ----- |
| 19. März | 9     | 2     | 0     |

#### 20. März (Tag 10, Sonntag)
- Rettungskräfte bergen zwei Menschen, eine 80 Jahre alte Frau und ihren 16-jährigen Enkel, lebend aus Trümmern in Ishinomaki.
- Das Abklingbecken von Block 2 von Fukushima 1 wird mit Meerwasser aufgefüllt. Über das Notstromnetz seien Pumpen zur behelfsmäßigen Wasserkühlung des Meilers in Gang gesetzt worden.
- Wieder wird von der Feuerwehr Wasser über/auf den Reaktor 3 gespritzt.
- 14:30 Uhr: Reaktorblock 5 von Fukushima 1 erreicht einen stabilen, abgeschalteten Zustand (cold shutdown).
- 14:39 Uhr: Ministerpräsident Naoto Kan kündigt für Montag einen Besuch in der Region nahe dem Kernkraftwerk Fukushima 1 an.
- 15:46 Uhr: Reaktorblock 2 von Fukushima 1 wird wieder ans Stromnetz angeschlossen.[31]
- Der Betreiber teilt mit, dass in zwei von sechs Abklingbecken für verbrauchte Brennelemente im Kernkraftwerk Fukushima 1 die Temperaturen in einen normalen Bereich abgesunken seien.
- Bisher sind bei Rückkehrern aus Japan auf dem Frankfurter Flughafen keine überhöhten Strahlenwerte gemessen worden.
- Die japanische Regierung gibt bekannt, dass sie eine vollständige Stilllegung des KKW Fukushima 1 anstrebt, dessen Reaktorblöcke 5 und 6 nach wie vor funktionsfähig sind.[32] Dies ist die erste offizielle Aussage zum weiteren Schicksal des Kraftwerks.
- Das Kultus- und Technologieministerium MEXT misst im Dorf Iitate die mit Abstand höchsten Strahlungswerte in Bodenproben, die während der gesamten Fukushima-Katastrophe außerhalb des Kraftwerks festgestellt wurden.[33]
- Das japanische Gesundheitsministerium gibt bekannt, man habe erstmals seit 1990 Spuren von radioaktivem Jod im Leitungswasser aller Fukushima benachbarten Präfekturen und im Großraum Tokios gefunden. Sie seien aber noch gesundheitlich unbedenklich.[34]
- 18:23 Uhr: Die japanische Regierung empfiehlt, das Trinkwasser in Fukushima nicht zu trinken.
- 19:27 Uhr: Reaktorblock 6 von Fukushima 1 erreicht einen stabilen, abgeschalteten Zustand (cold shutdown).[31]
- 19:52 Uhr: Die Reaktorblöcke 5 und 6 werden wieder ans Stromnetz angeschlossen.[31]
- 22:20 Uhr: Ministerpräsident Kan sagt den Besuch des Katastrophengebiets wegen des erwarteten Regens wieder ab.

#### 21. März (Tag 11)

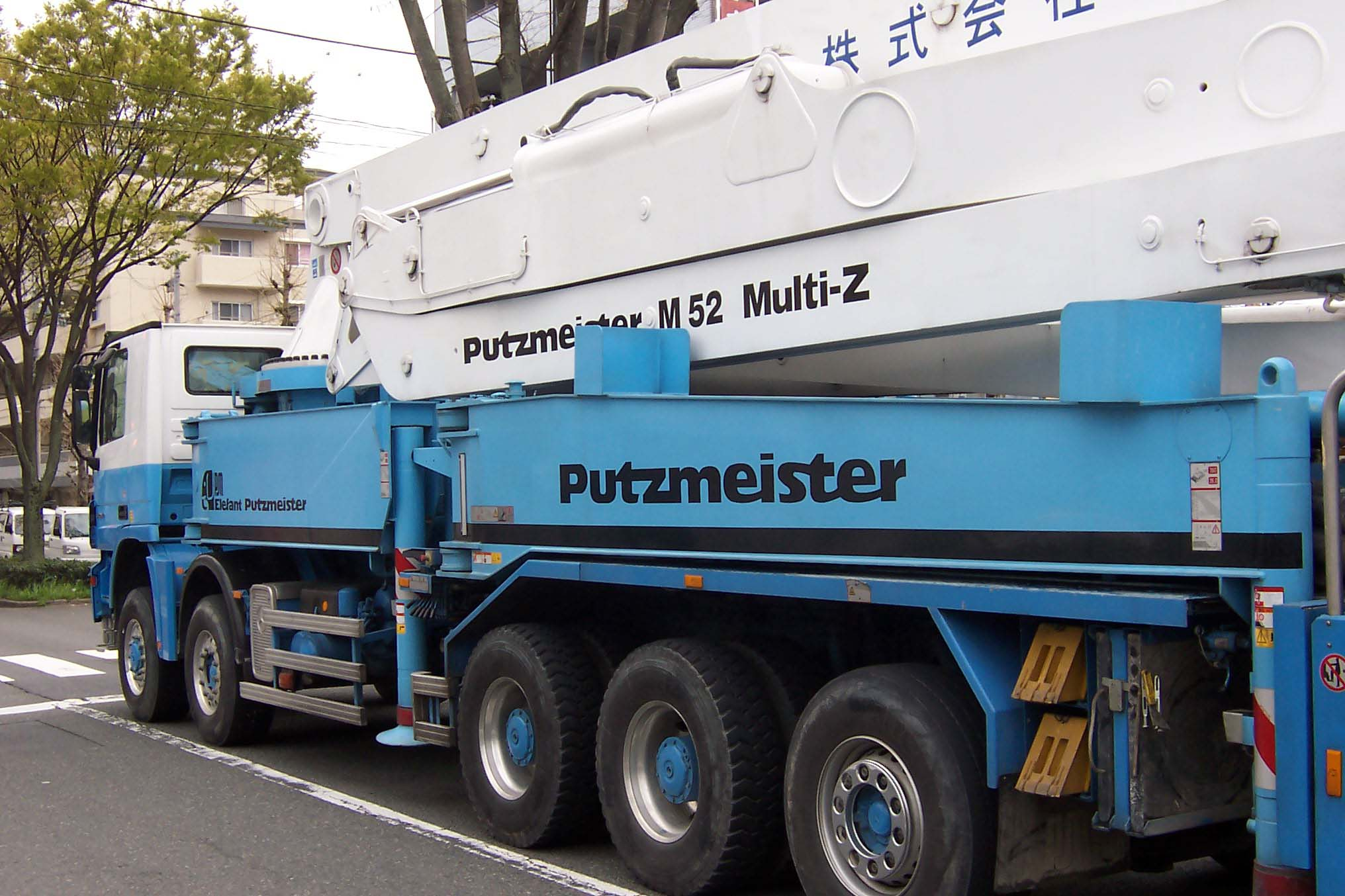
Typ einer Betonpumpe, die zur Wasserkühlung verwendet wurde

- Die Strahlungsmesswerte auf dem Gelände des KKW Fukushima 1 übersteigen die erlaubten Grenzwerte um das Sechsfache[35]
- 02:16 Uhr: Weiter Wasserwerfer im Einsatz. Die Feuerwehrleute und Mitglieder der japanischen Streitkräfte spritzen Meerwasser auf die Reaktorblöcke 3 und 4 (Fernsehsender NHK)
- 01:30 Uhr: Im Dorf Iitate nahe der Atomanlage Fukushima 1 ist eine stark erhöhte Radioaktivität im Trinkwasser gemessen worden (Mitteilung des japanischen Gesundheitsministeriums).
- 00:32 Uhr: Leichtes Erdbeben in Fukushima mit der Stärke 4,7.
- 00:03 Uhr: Die Bauern in der Umgebung des japanischen Kernkraftwerks Fukushima sollen freiwillig darauf verzichten, verstrahlte Lebensmittel in den Handel zu bringen.[36]

#### 22. März (Tag 12)
- 09:39 Uhr: Messwerte weisen radioaktive Substanzen im Meereswasser beim KKW Fukushima 1 nach.[37]
- In einer Wasseraufbereitungsanlage in Tokio übersteigt die radioaktive Belastung des Wassers den Grenzwert für Kleinkinder.[38]

#### 23. März (Tag 13)
- Da über dem Reaktor 3 vom KKW Fukushima 1 schwarzer Rauch aufsteigt, sind nach Angaben des Betreibers TEPCO die Arbeiter angewiesen worden, das Gelände erneut vorübergehend zu verlassen.
- Die Regierung empfiehlt, das Trinkwasser in Tokio Kindern und Säuglingen wegen der gemessenen erhöhten Radioaktivität nicht zum Trinken zu geben.
- Das japanische Gesundheitsministerium erlässt ein Verkaufs- und Verzehrverbot für verschiedene Gemüsesorten aus der Präfektur Fukushima und ein Verkaufsverbot für frische Rohmilch und Kräuter aus der Präfektur Ibaraki.[39]
- Die Strahlungswerte in der Luft von Tokio erreichen an diesem Tag ihren Höchstwert von 0,15 Mikrosievert pro Stunde. Dies entspricht dem zwei- bis vierfachen der normalen Strahlung in Tokio und ist für Menschen unbedenklich.[40][41]

#### 24. März (Tag 14)
- 01:38 Uhr: Die Arbeiten am Reaktor 3 gehen weiter – nach einer fast eintägigen Pause seien die Ingenieure auf das Gelände zurückgekehrt, meldet die Nachrichtenagentur Kyodo.
- Zwei Mitarbeiter im Kraftwerk Fukushima 1 erleiden Strahlenverletzungen durch radioaktives Wasser.[42]
- Singapur und Australien verbieten den Import von Gemüse aus vier japanischen Präfekturen.[43]
- Im Internet tauchen die ersten hochauflösenden Fotos aus Fukushima 1 auf, die das ganze Ausmaß der Zerstörung an den Reaktorgebäuden 1, 3 und 4 zeigen.[44]

- über 10.000 Tote: (Schätzung: über 40.000, vgl. Erläuterung vom 18.3.)
- Angaben zu Vermissten: über 17.000 Personen (beide Zahlen durch National Police Agency)

### 3. Woche (25.–31. März 2011)

#### 25. März (Tag 15)
- Japans Ministerpräsident Kan entschuldigt sich für den GAU.[45][46]
- Die Europäische Union ruft einen „radiologischen Notstand“ aus. Dadurch treten höhere Grenzwerte für Radioaktivität von Lebensmitteln in Kraft.[47]
- Das Leitungswasser in Tokio ist auch für Kleinkinder wieder ungefährlich.[48]

#### 26. März (Tag 16)

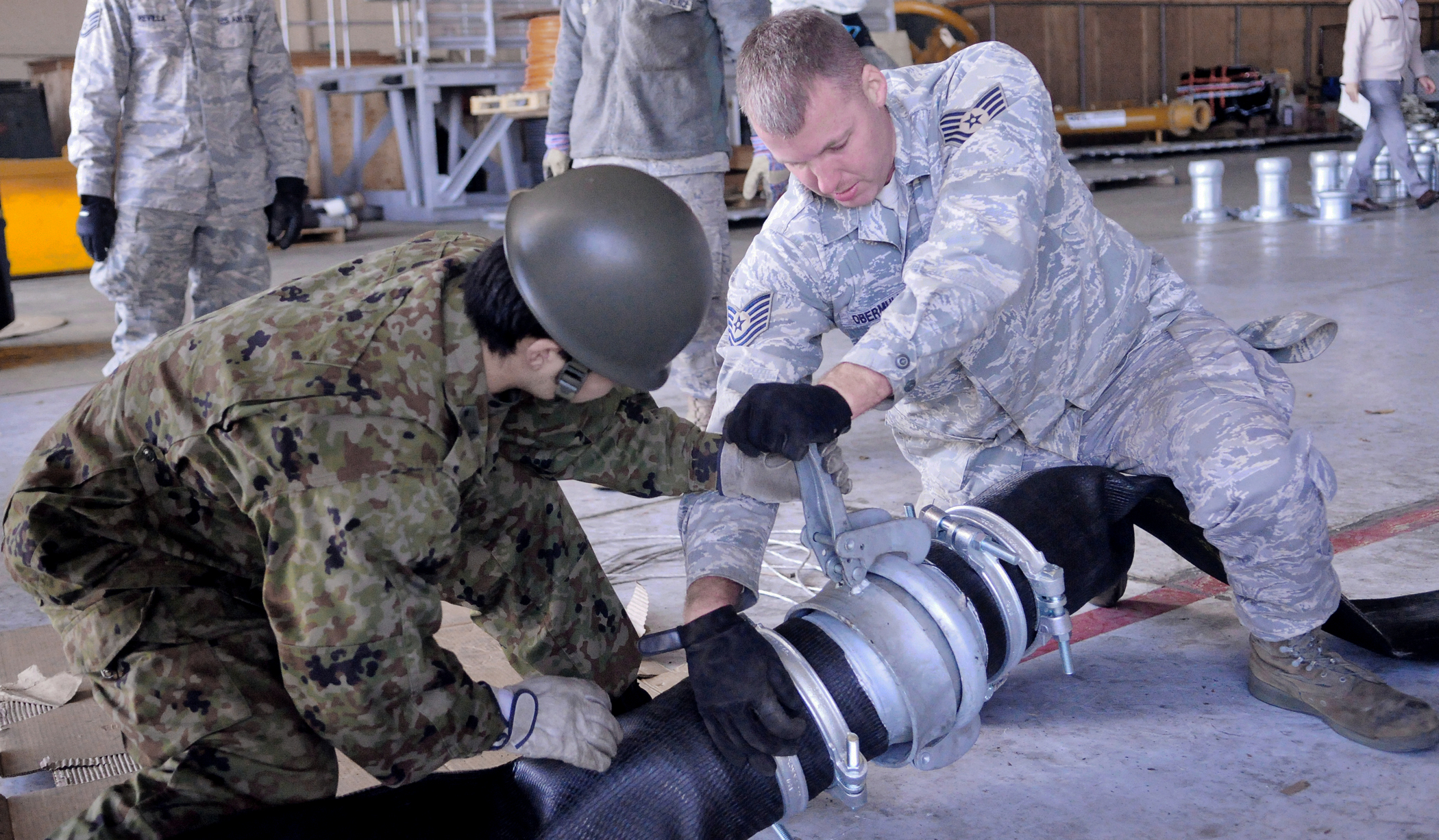
Soldaten der japanischen Streitkräfte und der US Air Force proben in Yokota Air Base das Anschließen eines Wasserschlauchs (26. März).

- In insgesamt vier der sechs Reaktorblöcke des KKW Fukushima 1 ist radioaktiv belastetes Wasser festgestellt worden. Der Wasserpegel bei Reaktor 1 und 3 liege im Untergeschoss der Turbinenräume bei bis zu 40 Zentimetern beziehungsweise bei 1,5 Metern, meldet die dpa. In den Reaktorblöcken 2 und 4 stehe das Wasser bis zu einem Meter beziehungsweise bis zu 80 Zentimeter hoch. Der Grund, warum das Wasser stark radioaktiv belastet ist, ist offiziell unklar.

#### 27. März (Tag 17)
- Die Radioaktivität beim Reaktor 2 des KKW Fukushima 1 ist so stark erhöht, dass die Arbeiten unterbrochen werden.[49][50]

#### 28. März (Tag 18)
- Am frühen Morgen wird die Region erneut von einem Erdbeben der Stärke 6,5 erschüttert. Die Behörden geben vorübergehend eine Tsunami-Warnung aus. Das Zentrum des Bebens liegt nahe der Ostküste der Insel Honshu in knapp sechs Kilometern Tiefe. Berichte über Verletzte oder Schäden gibt es zunächst nicht.[51]
- Die japanische Regierung räumt eine Kernschmelze in Reaktorblock 2 ein. Diese habe wahrscheinlich schon kurz nach dem Tsunami begonnen.[52]
- Regierungssprecher Edano kritisiert die falschen Angaben des Betreibers Tepco über hohe Radioaktivitätswerte vom Sonntag. Ein solcher Fehler sei unverzeihlich. Am Sonntag waren die Werte der Radioaktivität im Wasser, das im Turbinenraum von Reaktor 2 stand, mit „zehn Millionen Mal“ über dem Normalwert angegeben worden. Tepco zog diese Angaben am Sonntagabend wieder zurück und teilte stattdessen mit, diese seien auf eine fehlerhafte Ablesung der Messgeräte zurückzuführen. Tatsächlich habe man das Hunderttausendfache des Normalwertes gemessen.[53]

- Evakuierte Personen: Mehr als 243.000 Menschen in Notunterkünften
- Tot: 11.168 Personen
- Vermisst: 16.407 Personen (vgl. dazu die Anmerkung vom 18.3.)

#### 29. März (Tag 19)
- Um die Plutonium-Messwerte vom Kraftwerksgelände entsteht eine Diskussion (siehe dazu den Artikel Strahlungsbelastung durch die Nuklearunfälle von Fukushima).
- Eine Einheit der US-Navy bringt einen mobilen Generator auf die bisher abgeschnittene Oshima-Halbinsel, auf der 1300 Menschen ohne Strom ausharren.[55]

#### 30. März (Tag 20)

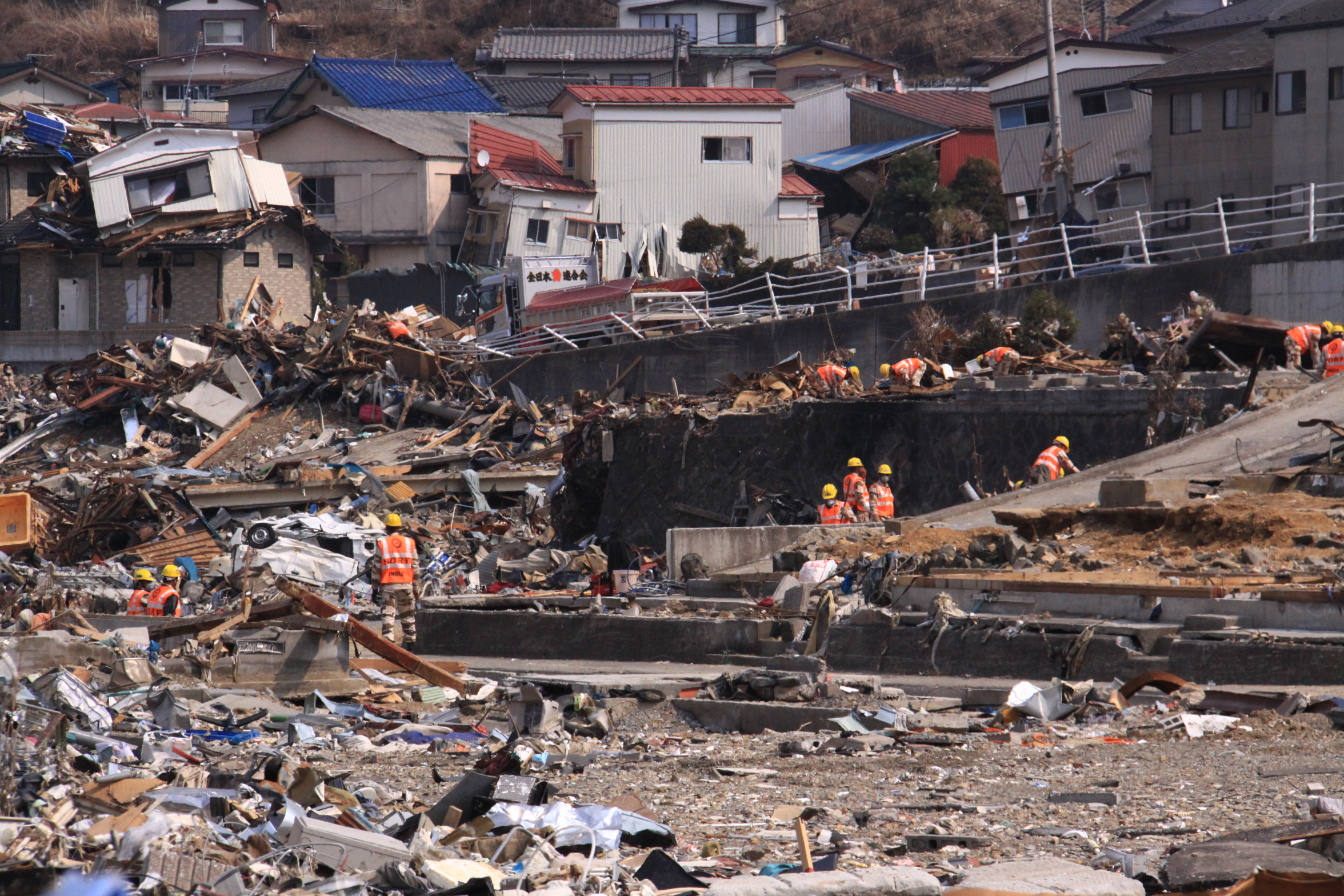
Indisches Hilfsteam in Onagawa (30. März)

- Tennō Akihito besucht mit seiner Frau in Tokio Notquartiere von aus der Region Fukushima Evakuierten.[56]
- In China wird einem japanischen Containerschiff die Einfahrt in den Hafen von Xiamen verwehrt, weil es zu hoch radioaktiv kontaminiert ist.[57]
- Bislang wurden 110.340 Menschen in der Präfektur Fukushima auf radioaktive Strahlung getestet: Bei 102 davon lag die Kontamination in bekleidetem Zustand oberhalb des Grenzwertes von 100.000 Becquerel, unbekleidet überschritt keine der untersuchten Personen den Grenzwert.[58]

#### 31. März (Tag 21)
- 17:23 Uhr: Japans Regierung will die Pläne zum Bau neuer Kernkraftwerke prüfen. Ministerpräsident Naoto Kan regt an, die Vorhaben „grundlegend zu überdenken“. Aktuell befänden sich 14 Reaktoren in Japan im Bau oder in der Planung.[59]

|      | M≥5,0 | M≥6,0 | M≥7,0 |
| ---- | ----- | ----- | ----- |
| März | 427   | 70    | 3     |

### April 2011
Tag 22 bis Tag 51 nach der Katastrophe

#### 4. Woche (1.–7. April 2011)
2. April (Tag 23)
- 8:31 Uhr: Aus einem ca. 20 Zentimeter langen Riss in einem Kabelschacht am Reaktorblock 2 des KKW Fukushima 1 fließt stark radioaktiv kontaminiertes Wasser ins Meer. Im Kabelschacht wird angeblich eine Strahlung von über 1000 Millisievert pro Stunde gemessen.[60]
- Premierminister Kan besucht die Katastrophenregion.[61]
- 16 japanische Wissenschaftler, darunter frühere Mitglieder der Atomkommission und der Atomaufsichtsbehörde, wenden sich in einem Brief an die Regierung und warnen vor einer „extrem ernsten“ Situation. Es bestehe die Gefahr, dass mehr Land als nur die gegenwärtige Evakuierungszone unbewohnbar werden könne. Die Hilfsangebote japanischer und ausländischer Wissenschaftler würden von der Regierung nicht genügend genutzt.[62]

3. April (Tag 24)
- 8:55 Uhr: Zwei seit dem Erdbeben vermisste Arbeiter werden im Keller des Turbinengebäudes von Block 4 des KKW Fukushima 1 tot aufgefunden.[63] Sie sind nach Einschätzung der Polizei beim Tsunami ertrunken.
- 25.000 SVK- und US-Soldaten suchen den dritten Tag intensiv nach Leichen im Tsunami-Gebiet.[64][65]
- 10:07 Uhr: Erneutes Nachbeben mit einer Stärke von 5,3. Das Epizentrum liegt 50 Kilometer unter dem Meer vor Fukushima.

- Tot: 12.009 Personen (Stand um 10 Uhr)
- Vermisst: 15.472 Personen (vgl. die Anmerkung vom 18.3.)
4. April (Tag 25)
- Tepco beginnt, 11.500 Tonnen kontaminiertes Wasser direkt ins Meer abzulassen, um Platz im Abfalllager zu schaffen.[66]

6. April (Tag 27)
- 5:04 Uhr: Das Leck in einem Kabelschacht bei Reaktorblock 2 von Fukushima 1 (s. 2. April) ist mit Wasserglas abgedichtet worden.[67]
- 8:20 Uhr: Tepco will durch das Einpumpen von Stickstoff in den Sicherheitsbehälter von Block 1 eine weitere Explosion im Kernkraftwerk Fukushima 1 verhindern.
- Laut Regierungssprecher Edano soll mit der Zahlung von Schadenersatz an Berufsfischer begonnen werden.
- Die Betreiberfirma Tepco schätzt, dass ungefähr ein Viertel der Brennstäbe in Reaktorblock 3 durch eine Kernschmelze beschädigt sein sollen.[68]
- Japanische Behörden haben in Russland das Spezialschiff Landisch (jap. Suzuran) angefordert, das radioaktives Abwasser dekontaminieren kann.[69]
- Erstes Fangverbot von kontaminierten Meerestieren: Die Präfektur Ibaraki erlässt ein Fangverbot für Sandaale.[70]
- Im Kraftwerk Fukushima 1 beginnt die probeweise Besprühung von Teilen des Geländes mit Kunstharz. Damit sollen radioaktive Stoffe am Boden gebunden werden.[71]

7. April (Tag 28)
- 23:32 Uhr: Ein schweres Nachbeben, stärker als das Erdbeben von Kōbe 1995, erschüttert den Nordosten Japans. Das Epizentrum liegt nur wenige Kilometer südwestlich von dem des Bebens am 11. März entfernt, 65 Kilometer östlich von Sendai und ca. 40 km unter dem Meeresboden. Eine öffentliche Tsunami-Warnung wird 1,5 Stunden später wieder aufgehoben, da es zu keiner Flutwelle kommt. Im Kernkraftwerk Fukushima 1 und in der Anlage Fukushima 2 entstehen ersten Angaben zufolge keine weiteren Schäden. Tepco unterbricht nach eigenen Angaben während des Bebens und danach die Kühlung der Reaktoren und die Zufuhr von Stickstoff im Reaktor 1 nicht.[72][73]

#### 5. Woche (8.–14. April 2011)
8. April (Tag 29)
- Durch das Nachbeben gibt es in Japan vier Tote und 140 Verletzte. Im Kernkraftwerk Onagawa bei Sendai fällt vorübergehend die externe Stromversorgung aus, eine Notversorgung mit den Diesel-Generatoren funktioniert jedoch. Das Kernkraftwerk Higashidōri läuft zunächst mit Notstrom. In der weiter nördlich auf Honshu gelegenen Wiederaufarbeitungsanlage Rokkasho ist angeblich die reguläre Stromversorgung ausgefallen; dort arbeiten ebenfalls die Diesel-Notstrom-Generatoren. An keinem der KKW würden erhöhte Strahlenwerte gemessen. Im KKW Onagawa schwappen drei Liter leicht radioaktiven Wassers aus den Abklingbecken des seit dem 11. März heruntergefahren Reaktors, bleiben aber innerhalb der Sicherheitshülle der Anlage. Sechs konventionelle Kraftwerke zur Stromerzeugung fallen aus, Stromleitungen werden zerstört, und fast eine halbe Million Haushalte sind ohne Elektrizitätsversorgung.[74][75]
- Tennō Akihito und seine Frau besuchen in der Tokioter Nachbarprovinz Saitama in Kazo eine Schule, die rund 1200 Menschen aus der Region um Fukushima als Notunterkunft dient.[76]
- Toshiba unterbreitet dem Betreiber Tepco ein Angebot zur Entfernung radioaktiver Abfälle vom Fukushima-1-Gelände. Diese Arbeiten sollen 10 Jahre in Anspruch nehmen.[77]
- 19:03: Tepco will das Abpumpen von sogenanntem schwach radioaktiven Wasser aus dem Kraftwerk in den Pazifik einstellen. Rund 10.000 Tonnen des Abwassers wurden bereits verklappt.

9. April (Tag 30)
- 13:17 Uhr: Im Krankenhaus in Sendai stirbt ein fünftes Opfer an den Folgen des Nachbebens vom 7. April.

10. April (Tag 31)
- Die Räumung radioaktiver Explosionstrümmer vom Gelände des AWK Fukushima 1 beginnt. Dazu werden ferngesteuerte Spezialfahrzeuge eingesetzt.[78]

11. April (Tag 32)

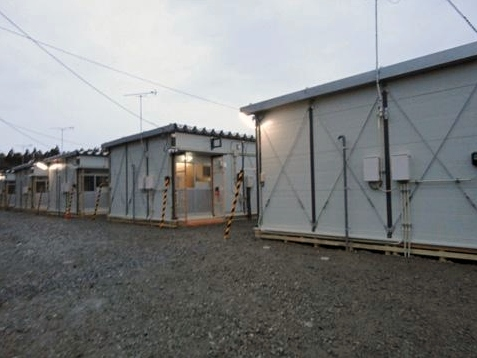
Provisorische Häuser für evakuierte Menschen in Rikuzentakata, Präfektur Iwate (Foto vom 11. April)

- In ganz Japan gedenkt man der Katastrophe vor einem Monat.
- Die Regierung kündigt weitere Räumungen von Gemeinden wegen der hohen Strahlenbelastung an.[79][80]
- Kurz danach erschüttert um etwa 15 Uhr ein Nachbeben der Stärke 7,0 die Region. Das Epizentrum des Bebens liegt laut der US-Erdbebenwarte USGS nur zehn Kilometer unter der Oberfläche, rund 86 Kilometer süd-südöstlich der Stadt Fukushima bei der Stadt Iwaki, wo es zu einem Brand kommt. Eine Person stirbt, und zehn Menschen werden verletzt. Eine Tsunami-Warnung wird nach kurzer Zeit wieder aufgehoben. Der Erdstoß unterbricht die Stromversorgung für die Kühlung der Reaktoren 1 bis 3 vom KKW Fukushima 1 für 50 Minuten.
- Tepco beginnt mit der Errichtung einer Stahlwand und von Schlammwällen vor dem AWK Fukushima 1, um den Austritt von radioaktivem Wasser ins Meer einzudämmen.[81]

12. April (Tag 33)
- Japans Atomsicherheitsbehörde NISA stuft das Geschehen in den Reaktoren von Fukushima 1 nun vorläufig als Stufe 7 auf der Internationalen Bewertungsskala für nukleare Ereignisse ein. In der qualitativen Skala ist das die gleiche Einstufung wie bei der Nuklearkatastrophe von Tschernobyl. Die Menge an freigesetzter Radioaktivität entspricht bis dahin nach NISA-Schätzungen einem Zehntel von der von Tschernobyl.[82]

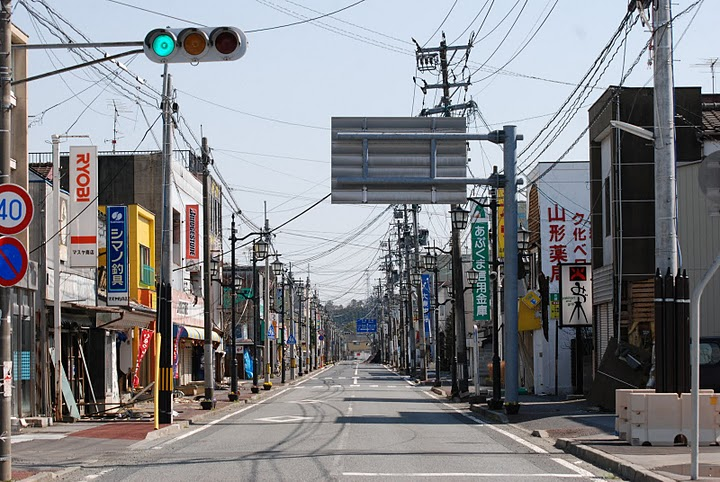
Verlassenes Stadtzentrum von Namie am 12. April

- Die japanische Regierung ordnet die Evakuierung der Orte Katsurao, Namie und Iitate sowie von Teilen von Kawamata und Minamisōma an, die besonders stark radioaktiv kontaminiert sind.[83]
- Neben weiteren Nachbeben ereignet sich bei Chiba ein Beben der Stärke 6,4.[84]
- Der Flughafen in Sendai kann nach Aufräumarbeiten wieder für Starts und Landungen genutzt werden.
- Die philippinische Regierung ordnet die Rückführung aller ihrer Staatsbürger aus dem Umkreis von 50 Kilometern um Fukushima 1 an. Nur mit Japanern verheiratete Philippinos dürfen auf Wunsch dort bleiben.[85]

13. April (Tag 34)

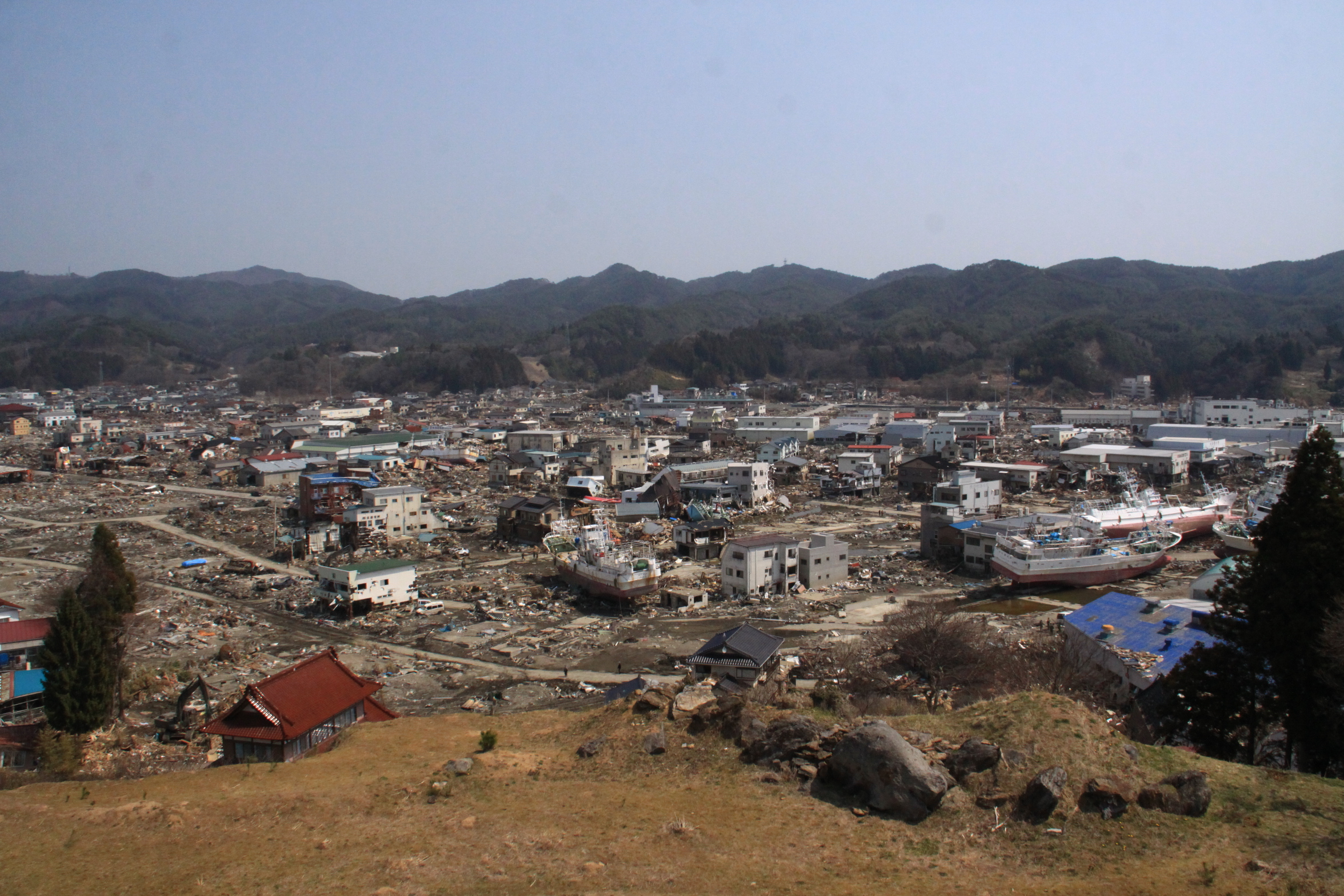
Der vom Tsunami zerstörte Ort Kesennuma, Präfektur Miyagi, am 13. April

- Ein weiteres Nachbeben der Stärke 5,8 ereignet sich. Die Abpumparbeiten am KKW Fukushima 1 werden fortgesetzt.[86]
- Japans Premierminister wird mit der Aussage zitiert, die evakuierten Gebiete um Fukushima 1 würden für die nächsten 20 Jahre unbewohnbar bleiben. Als dies für große Aufregung sorgt, dementiert Kan die Äußerung.[87]
- Bei einem in der Präfektur Ibaraki gefangenen Fisch wird eine Belastung mit radioaktivem Cäsium in Höhe des 500fachen der gesetzlichen Grenzwerte festgestellt.[88]

14. April (Tag 35)
- Tepco bestätigt Schäden an einem Teil der Brennstäbe im Abklingbecken im Gebäude 4 des KKW Fukushima 1.[89]
- Tepco beginnt mit dem Deponieren von mit Zeolith gefüllten Sandsäcken am Meerwassereinlass des Kraftwerks. Sie sollen einen Teil der freigesetzten radioaktiven Stoffe binden.
- Die japanische Regierung verbietet den Verkauf von Shiitake-Pilzen aus dem östlichen Teil der Präfektur Fukushima.[90]

#### 6. Woche (15.–21. April 2011)
15. April (Tag 36)
- Tepco wird dazu verpflichtet, Vorabentschädigungen an die evakuierten Menschen zu zahlen. Einpersonenhaushalte erhalten umgerechnet 6.350 €, Mehrpersonenhaushalte 8.300 €.[91]

16. April (Tag 37)

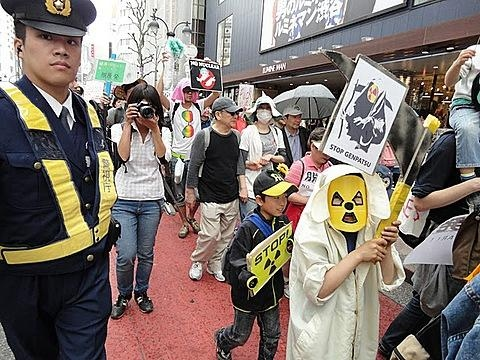
Anti-Atomkraft-Demonstration am 16. April in Tokio

- 11:19 Uhr: Es kommt zu einem Nachbeben der Stärke 5,8 bis 5,9. Das Epizentrum liegt im Süden der Präfektur Ibaraki in einer Tiefe von 70 Kilometern. Tsunami-Alarm wird nicht ausgelöst.
- Der Hafen von Sendai ist wieder für Frachtverkehr geöffnet.
- Für die Fukushima-1-Reaktoren und -Abklingbecken sollen neue Kühlsysteme gebaut werden, die mit einem geschlossenen Kreislauf arbeiten. Dadurch fiele kein weiteres radioaktives Abwasser mehr an.[92]

17. April (Tag 38)
- Die Regierung und Tepco geben eine Roadmap bekannt: Innerhalb von drei bis sechs Monaten will Tepco die Freisetzung von Radioaktivität in den Griff bekommen; danach soll mit der Dekontamination von Wohngebieten in der Evakuierungszone begonnen werden.[93]
- Tepco misst im Abklingbecken von Reaktorblock 2 von Fukushima 1 eine sehr hohe Konzentration radioaktiver Stoffe. Sie liegt ungefähr beim 500.000fachen des Normalwertes[94] und deutet auf stark beschädigte Brennstäbe hin.

18. April (Tag 39)
- Ministerpräsident Naoto Kan erklärt, die Regierung sei entschlossen, mit der Firma Tepco eng bei ihrer „Roadmap“ zusammenzuarbeiten.[95]
- Die japanische Regierung verbietet den Verkauf von Shiitake-Pilzen aus der Gegend um die Stadt Fukushima.[70]

19. April (Tag 40)
- Beginn des Abpumpens von hoch kontaminiertem Wasser aus dem Turbinengebäude von Reaktorblock 2.[96]
- Laut einer Umfrage des Meinungsforschungsverbundes Gallup International Association ist der Anteil der Kernenergie-Befürworter in Japan durch die Fukushima-Katastrophe von 62 auf 39 Prozent zurückgegangen, während der Anteil der Atomkraftgegner von 28 auf 47 Prozent gestiegen ist.[97]

20. April (Tag 41)
- Die IAEO will ein Expertenteam nach Fukushima entsenden, das die Ursachen der Nuklearunfälle und die anschließenden Sicherheitsmaßnahmen untersuchen soll.[98]

21. April (Tag 42)
- Nach Aussage eines Tepco-Sprechers könnte in Reaktor 1 des Kernkraftwerks Fukushima 1 eine Kernschmelze im Gang sein.[99] Reaktor 1 sei als einziger der Unglücksreaktoren auch im April noch nicht zur Ruhe gekommen (siehe die Tabelle der Strahlung in den Reaktoren 1 bis 3).
- Erste Analysen der Tepco-Planungen weisen auf Unsicherheiten und Risiken hin. Dagegen halten Experten der deutschen Gesellschaft für Reaktorsicherheit (GRS) den Plan für durchaus sinnvoll, zeitlich jedoch für zu knapp geplant.[100]
- 22:37 Uhr: Es ereignet sich ein starkes Nachbeben der Stärke 6. Das Hypozentrum liegt vor der Küste der Präfektur Chiba in einer Tiefe von 70 Kilometern.

#### 7. Woche (22.–28. April 2011)
22. April (Tag 43)
- 00:00 Uhr: Die Regierung setzt eine 20-Kilometer-Sperrzone um das Kernkraftwerk Fukushima 1 mit Absperrungen und Strafandrohung bei Zuwiderhandlung in Kraft. Insgesamt 27.000 Haushalte in neun Gemeinden sind davon betroffen. Im Gebiet selbst leben nur noch wenige Landwirte und alte Menschen: Von ca. 60 Haushalten ist die Rede, die erklärt haben, dass sie trotz der Gefahren bleiben wollen.[101]
- Das Kabinett Kan einigt sich auf einen Etatentwurf über 4,02 Billionen Yen (ca. 33,4 Milliarden Euro) für den Wiederaufbau.[102]

23. April (Tag 44)
- Tepco will die Sicherheitsbehälter von Reaktor 1 und 3 langsam vollständig mit Wasser füllen, um den Reaktorkern besser zu kühlen. Die NISA hat allerdings Bedenken, dass die Sicherheitsbehälter dadurch instabiler und bei weiteren Erdbeben schadensanfälliger werden könnten.[103][104]
- Laut Medienberichten erwägt Tepco, in das Erdreich um die Kraftwerksblöcke eine Mauer einzubauen, um den Austritt kontaminierten Wassers ins Grundwasser einzudämmen. Die Mauer müsste 15 Meter, nach anderen Schätzungen sogar 46 Meter[105] tief reichen, um direkt auf der Gesteinsschicht abzudichten.[106]

27. April (Tag 48)
- In der 340.000-Einwohner-Stadt Kōriyama, 60 Kilometer westlich des zerstörten KKWs, wird damit begonnen, in Schulen und Kindergärten die kontaminierte oberste Bodenschicht abzutragen.[107]

#### 8. Woche (29. April – 5. Mai)
29. April (Tag 50)
- Der Atomberater der Regierung, Toshiso Kosako, tritt zurück. Unter Tränen wirft er der Regierung Kan öffentlich Fahrlässigkeit bei der Festlegung von Grenzwerten und generelle Planlosigkeit vor. Die Regierung halte sich nicht an geltende Gesetze.[108]

|       | M≥5,0 | M≥6,0 | M≥7,0 |
| ----- | ----- | ----- | ----- |
| April | 56    | 10    | 2     |

### Mai 2011

#### Fortsetzung 8. Woche
1. Mai (Tag 52)
- Auf dem Gelände vom KKW Fukushima 1 sind 1000 Arbeiter von Tepco und anderen Unternehmen tätig.
- Die Verbindungsschächte zu den Wartungstunneln an Turbinengebäude 2 werden mit Beton verschlossen, um den Abwasseraustritt zu vermindern.

5. Mai (Tag 56)
- Tepco veröffentlicht eine Analyse zum Zustand von Reaktor 1. Die dortigen Probleme werden auf Ansammlungen weitgehend zerstörter Brennstäbe zurückgeführt.
- Die japanische Regierung will im Jahr 2012 darüber entscheiden, ob die Bewohner der evakuierten Zone wieder in ihre Heimatorte zurückkehren können.

#### 9. Woche (6.–12. Mai)
7. Mai (Tag 58)
- Tausende Japaner demonstrierten für den Ausstieg aus der Kernenergie.
- Japanische KKW-Gegner feiern die Abschaltung des Kernkraftwerks Hamaoka.[109]

#### 10. Woche (13.–19. Mai)
13. Mai (Tag 64)
- Der Stromkonzern Chubu Electric Power hat damit begonnen, das Kernkraftwerk Hamaoka südwestlich von Tokio wegen der Erdbeben- und Tsunamigefahr in der Region auf eine entsprechende Aufforderung der japanischen Regierung hin vorübergehend herunterzufahren. Es soll zunächst eine höhere Tsunami-Schutzmauer gebaut werden.

14. Mai (Tag 65)
- 09:05 Uhr: Ein erneutes Nachbeben tritt auf, das geologische Überwachungsinstitut der USA gibt die Stärke mit 6,2 an. Das Epizentrum liegt rund 60 Kilometer nordwestlich von Iwaki.[110]
- Mindestens 82 Kinder sind in Japan durch die Erdbeben- und Tsunami-Katastrophe zu Waisen geworden.[111]
- Die Regierung fordert von Tepco einen neuen Krisenplan. Anlass dafür war die Mitteilung des Betreibers, dass ein großer Teil der Brennstäbe im Reaktor 1 vom KKW Fukushima Daiichi geschmolzen sei.[112]
- Ein Arbeiter, der an den Reparaturarbeiten beteiligt ist, stirbt im KKW Fukushima.[113] Eine Verstrahlung soll nicht vorgelegen haben.

17. Mai (Tag 68)
- Die japanische Regierung stimmt einer Untersuchung durch die Internationale Atomenergie-Organisation (IAEO) zu und gibt einen Zeitplan bekannt: Vom 24. Mai bis zum 2. Juni sollen 20 IAEO-Experten die Situation in Japan untersuchen und anschließend auf einer IAEO-Konferenz vom 20. bis 24. Juni Bericht erstatten.

#### 11. Woche (20.–26. Mai)
20. Mai (Tag 72)
- Tepco-Präsident Masataka Shimizu und drei weitere Direktoren des Unternehmens kündigen ihren Rücktritt an. Neuer Tepco-Präsident soll Toshio Nishizawa werden.[114]

23. Mai (Tag 75)
- Neue Protokolle des Fukushima-Unfalls zeigen, dass das Kraftwerk nur knapp einer noch schlimmeren Katastrophe entging.[115]

24. Mai (Tag 76)
- Tepco meldet, dass es in Reaktor 2 bereits 60 Stunden und in Reaktor 3 bereits 100 Stunden nach dem Erdbeben am 11. März zu einer mutmaßlichen Kernschmelze gekommen sein soll (also in Reaktor 2 am 14. März und in Reaktor 3 am 16. März).[116]

|     | M≥5,0 | M≥6,0 | M≥7,0 |
| --- | ----- | ----- | ----- |
| Mai | 29    | 1     | 0     |

### Juni 2011

#### Fortsetzung 12. Woche (27. Mai – 2. Juni)
1. Juni (Tag 84)
- Japan soll nach einer Vorabmeldung über den Bericht der Internationalen Atomenergieagentur die lokale Tsunami-Gefahr unterschätzt haben.

#### 13. Woche (3.–9. Juni)
9. Juni (Tag 92)Diverse Strontium-Messwerte werden bekannt: u. a. eine Bodenprobe in der Stadt Fukushima.

#### 14. Woche (10.–17. Juni)
11. Juni (Tag 94)Landesweites Gedenken an die Opfer der Katastrophe
|      | M≥5,0 | M≥6,0 | M≥7,0 |
| ---- | ----- | ----- | ----- |
| Juni | 17    | 4     | 0     |

### Juli 2011
- Schuttdeponie in Sendai beschlossen – bis zu 50 % der angesammelten Schuttmassen sollen wiederverwertet werden. Verbrennungsanlagen sollen am Jahresende in Betrieb gehen.[118]

#### 1. Juli
Wegen der Engpässe in der Elektrizitätsversorgung, die während der sommerlichen Verbrauchsspitzen erwartet werden, treten erstmals seit der Ölpreiskrise in weiten Teilen Ostjapans vorgeschriebene Stromsparziele für Großverbraucher in Kraft: Sie müssen in den Versorgungsbereichen von Tōkyō und Tōhoku Denryoku ihren Stromverbrauch während der Sommermonate um 15 Prozent reduzieren. Verstöße werden mit bis zu 1 Million Yen (ca. 8868 Euro) geahndet.

#### 10. Juli
Erdbeben in 30 km Tiefe: Nach Angaben der japanischen Meteorologiebehörde hatte das heutige Beben vor der Ostküste der Hauptinsel Honshu eine Magnitude von 7,3; es überschritt nirgends auf den Hauptinseln eine Intensität von 4 auf der JMA-Skala. Es ist nach den Agentur-Meldungen offenbar glimpflich verlaufen. Ersten Medienberichten zufolge wurde niemand verletzt. Bewohner der Küstenregion wurden zunächst von den Behörden aufgefordert, die Gegend zu verlassen. Auch das havarierte Kernkraftwerk Fukushima Daiichi wurde evakuiert. Es gelang, die Arbeiter in Sicherheit zu bringen. Genauer Zeitpunkt: Sonntag um 9:57 Uhr Ortszeit. Die ausgelöste Tsunami erreichte an einigen Stellen der Küsten von Iwate und Fukushima eine Höhe von 10 cm. Nach knapp zwei Stunden wurde die Tsunamiwarnung aufgehoben.
|      | M≥5,0 | M≥6,0 | M≥7,0 |
| ---- | ----- | ----- | ----- |
| Juli | 19    | 4     | 1     |

### August 2011
Am 1. August wurde erstmals eine potenziell tödliche Strahlendosis von zehn Sievert pro Stunde am Boden eines Außenrohrs zwischen den Reaktoren 1 und 2 gemessen. Der bis dahin höchste Wert war am 3. Juni im Inneren des zerstörten Reaktorblocks 1 gemessen worden und lag zwischen drei und vier Sievert pro Stunde.
Am 26. August 2011 trat Premierminister Naoto Kan, wie von ihm früher angekündigt, als Ministerpräsident und DPJ-Parteivorsitzender zurück.
|        | M≥5,0 | M≥6,0 | M≥7,0 |
| ------ | ----- | ----- | ----- |
| August | 11    | 4     | 0     |

## Emissionen, Messwerte – sortiert nach Tagen
Siehe Tabellen im Artikel Strahlungsbelastung durch die Nuklearunfälle von Fukushima

### Karten
- Schadenskarten des DLR-Zentrums für Satellitengestützte Kriseninformation
- Animation über die Ausbreitung der Wolken von Fukushima (permanente Freisetzung/Jod-131) bis Freitag, 25. März 2011 (bei derstandard.at)
- Map of the Damage From the Japanese Earthquake. NY Times vom 31. März 2011 (Karte mit Angaben zu Toten, Vermissten, beschäd. Gebäuden, Strahlungswerten)
- Tsunami, die Zerstörungen in Japan auf einer Karte bei focus.de mittels einer google-map (Stand vom 13. März 2011)

### Luftbilder
- Vergleich von Satellitenbildern vorher/nachher (FAZ, März 2011)
- Fotostrecke: Atom-Ruine aus der Luft (18 Bilder bei spiegel.de, 30. März 2011)
- Aerial images reveal extent of tsunami destruction (Memento vom 5. April 2011 im Internet Archive) (englisch; auf dt: Bericht von d. Auswertung von Luftbildern d. betroffenen Flächen – ca. 110 km Ufer bei 5 km ins Land, bzw. bei Flussmündungen bis 10 km) In: The Asahi Shimbun vom 3. April 2011